# وارن ۵۵۹۷
سیارک ۵۵۹۷ (به انگلیسی: 5597 Warren، نامگذاری:1991PC13) پنج هزار و پانصد و نود و هفتمین سیارک کشف شده‌است که در ۵ اوت ۱۹۹۱ کشف شد.
قدر مطلق سیارک برابر ۱۳٫۳۰ است.